# Kepler-36
Kepler-36 là một ngôi sao trong chòm sao Thiên Nga với hai hành tinh đã biết. Nó có bán kính lớn bất thường, có nghĩa là nó là một phụ nữ nhỏ.

### Hệ hành tinh
| Thiên thể đồng hành (thứ tự từ ngôi sao ra) | Khối lượng      | Bán trục lớn (AU) | Chu kỳ quỹ đạo (ngày) | Độ lệch tâm | Độ nghiêng | Bán kính           |
| ------------------------------------------- | --------------- | ----------------- | --------------------- | ----------- | ---------- | ------------------ |
| b                                           | 383+011 −010 M🜨 | 0.1153            | 1386821±000049        | <0.04       | 90.0°      | 1498+0061 −0049 R🜨 |
| c                                           | 713±018 M🜨      | 0.1283            | 1621865±000010        | <0.04       | 90.0°      | 3679+0096 −0091 R🜨 |